# Myzinum carolinianum
Myzinum carolinianum  (лат.) — вид ос рода Myzinum из семейства Thynnidae (ранее в Tiphiidae) подотряда жалоносных (Apocrita) перепончатокрылых насекомых (Hymenoptera). Северная Америка: США. Длина самцов 15—19 мм (усики 13-члениковые), самок — 14—18 мм (усики 12-члениковые). Окраска чёрная с жёлтыми отметинами на теле. Паразитоиды личинок пластинчатоусых жуков из семейства Scarabaeidae.